# 超常駿驥
超常駿驥，是日本純種競賽馬匹。生涯稱霸長途賽事，曾於2013年及2014年連霸春季天皇賞，因而被稱爲「長距離怪物」。

## 出賽前
2009年4月20日出生於北海道平取町追分牧場，成長途中於一口馬主俱樂部Sunday Racing Co. Ltd.進行馬主募集。
其後交由美浦訓練中心練馬師戶田博文訓練。

## 競賽生涯

### 2歲
10月30日出戰東京競馬場2歲新馬戰，於其中一直處於先頭位置，進入直路後超越領放馬下取得首勝。
其後出戰公開賽希望錦標，但於其中因未能提速而以第七落敗。

### 3歲
2012年1月29日出戰年度首戰3歲500萬以下條件戰，成功於直路上率先衝出，最終保持優秀下奪得冠軍。
3月4日出戰彌生賞，比賽初段處於約莫第九的位置，但於比賽途中不斷墮後，最終於進入直路後嘗試加速返回前方但失敗，以第六完賽。
由於未能勝出前哨戰彌生賞，陣營決定安排其避戰皋月賞，以東京優駿（日本打吡）爲目標出戰青葉賞作爲熱身。比賽開始後，其繼續採取停留於中團靠後的戰術，進入直路後隨即開始衝刺並轟出後600米34.1秒的優秀末腳，最終拉開第二的Etendard 2 1/2馬位取得首個分級賽冠軍。
5月27日按照計劃出戰東京優駿，賽前雖然勝出前哨戰但仍然僅獲第五人氣。比賽開始後，其一直保持穩定的節奏推進，進入直路後其亦如同青葉賞一樣成功發揮末腳，可惜仍然未能超越前方的華麗輝煌，最終以鼻位差距憾負。
放草過後於9月17日出戰聖烈特紀念，比賽初段處於中團位置，比賽套途中不斷加速爬升，通過第四彎道時經已處於領先的位置。進入直路後，其速度不減下最終以1馬位優勢戰勝Sky Dignity再度奪得分級賽冠軍。
其後陣營決定避戰菊花賞轉戰秋季天皇賞，雖然本次比賽爲其首次面對年長馬匹，但其表現毫不遜色，最終僅以1/2馬位差距敗於榮進閃耀得第二。
11月25日出戰日本盃，但未能發揮以往的優秀表現，最終以第五完賽。

### 4歲
2013年由休養復出後以日經賞作爲首戰，進入直路後於不斷衝刺之下成功超越前方的Capote Star，以1 1/2馬位優勢取得冠軍。
其後出戰春季天皇賞，賽前僅次於同父馬黃金船獲得第二人氣。比賽開始後，前方由領放馬樹人大族及Tokai Paradise帶出，而超常駿驥則於第七左右的中團位置展開推進。通過第三彎道後其逐步向前進佔位置，通過第四彎道後經已佔先，最終其於直路上保持速度繼續衝刺，成功抵擋後方太陽神驥及紅色禮物等對手的追擊之下取得首個一級賽冠軍。

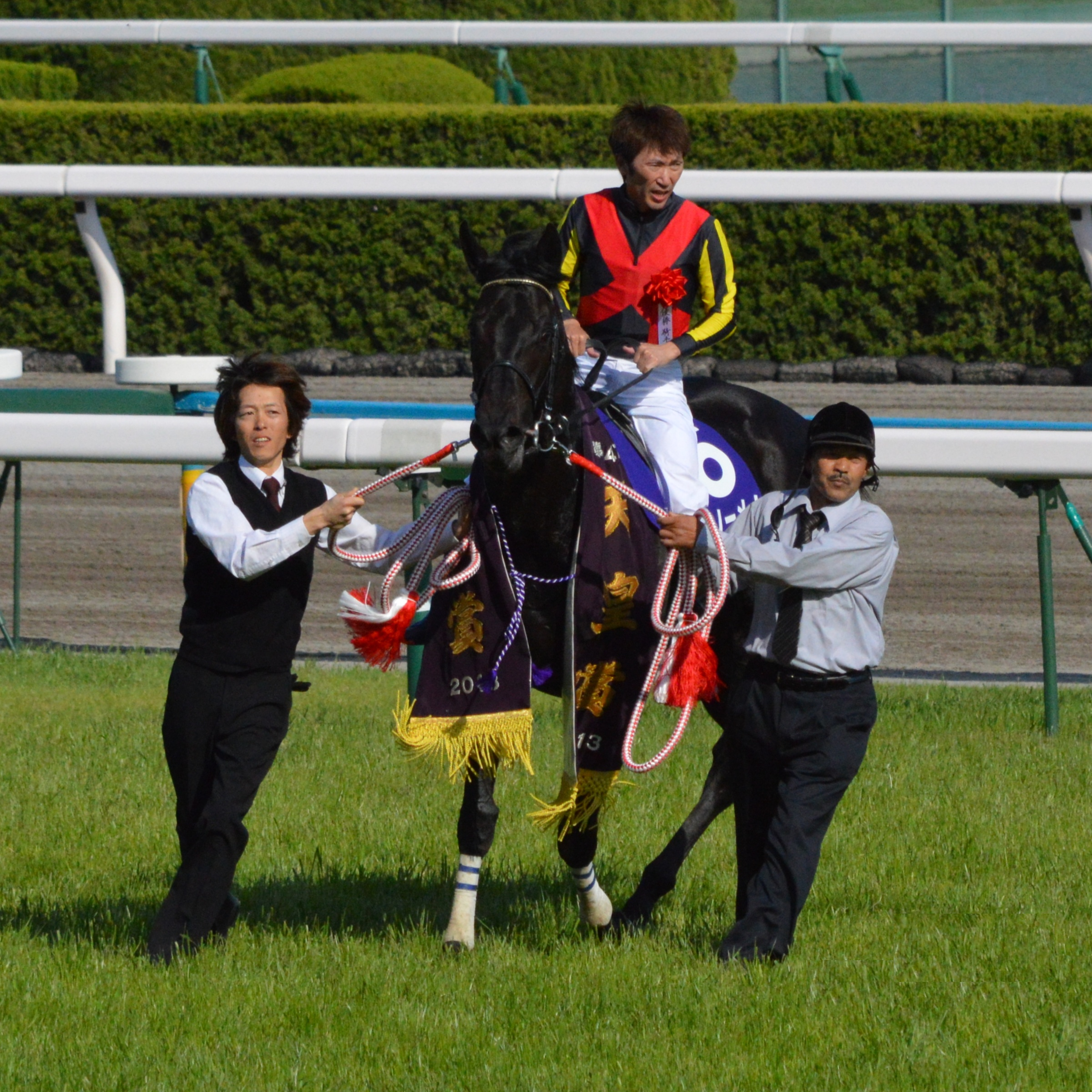
春季天皇賞頒獎儀式

6月23日出戰寶塚紀念，但於直路上未能追上前方纏鬥的貴婦人及黃金船之餘，亦被野田詩韻拉開，最終以第四完賽。
完成寶塚紀念後進入放草，原定於其後以秋季天皇賞作爲首戰，但於10月1日被發現左前腳由不安的跡象，經檢查後發現爲韌帶炎，陣營遂取消出戰的計劃並安排前往茨城縣稻敷市Murase牧場休養。

### 5歲
2014年於日經賞復出，但於直路未能追上前方的Satono Apollo之餘，亦被凱旋芭蕾、北港勇駿及最後震撼超越，最終以第五完賽。
5月4日出戰春季天皇賞，比賽途中其保持於中團位置追走，通過第四彎道時候開始發力進佔先頭位置。進入直路後，其隨即加速衝出，保持速度下成功抵擋後方凱旋芭蕾、北港勇駿及高情厚意的追擊奪得，成爲繼目白麥昆及好歌劇後第三匹連霸春季天皇賞的賽駒。

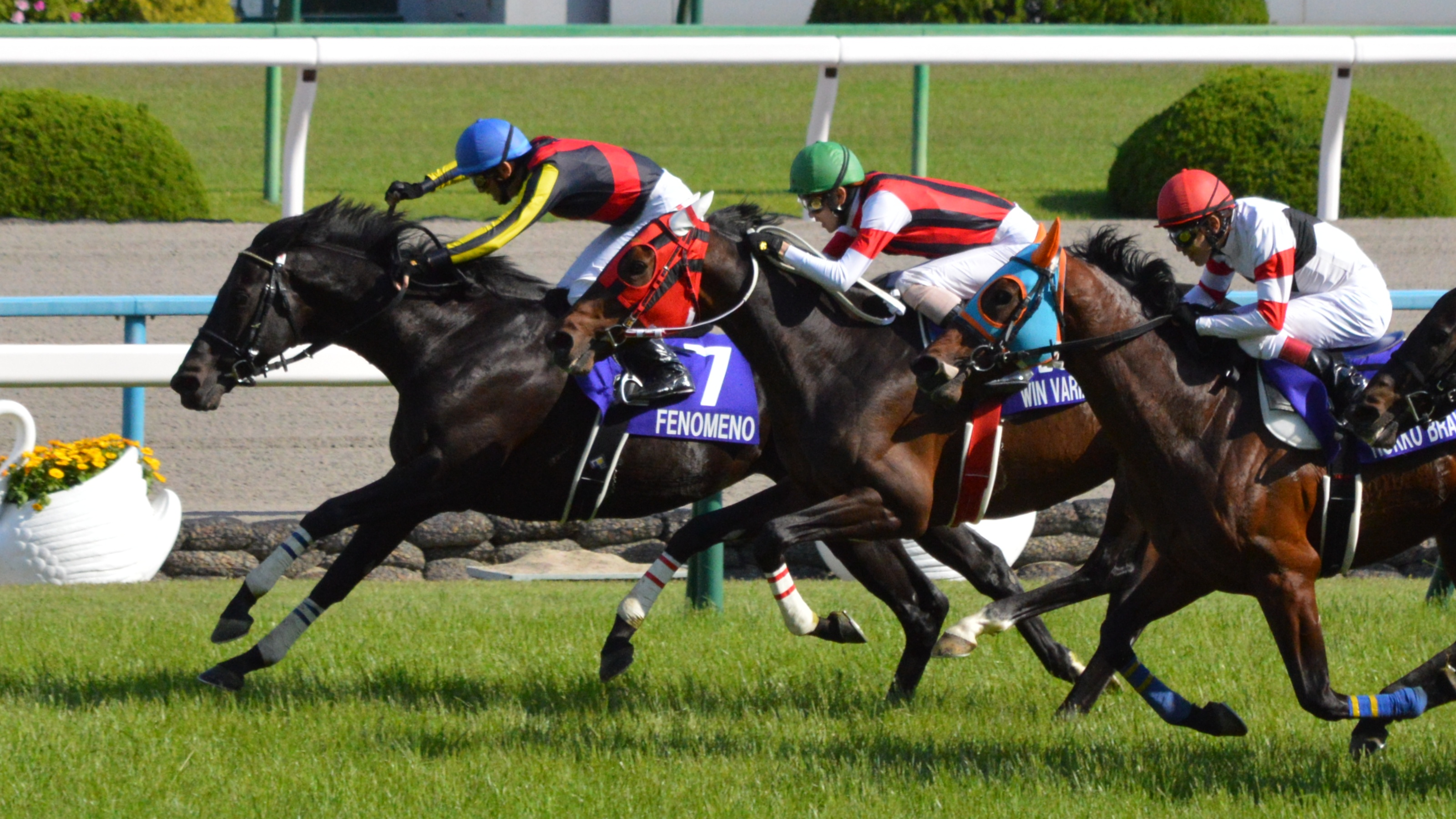
出戰春季天皇賞的超常駿驥

其後陣營決定避戰寶塚紀念並專注於秋季的賽事，於11月2日出戰秋季天皇賞以制霸春秋天皇賞爲目標，但比賽途中一直處於後方未能衝出之下以第十四大敗。
11月30日出戰日本盃，由於主戰騎師蛯名正義決定策騎另一匹由其主戰的賽駒明媚島，因而由李慕華代打策騎，但不幸地李慕華於賽前落馬受傷，最終經過協商下由決定岩田康誠執繮。比賽向開始後，其處於後方位置追走，進入直路後嘗試加速衝出但失敗，最終以第八完賽。
其後出出戰有馬紀念，再度未能成功加速之下以第十落敗。

### 6歲
2015年再度以日經賞作爲首戰，但年齡漸長之下未能延續佳績，最終以第八落敗。
其後陣營打算挑戰史無前例的春季天皇賞三連霸，但於賽前被發現腳部不安而避戰，醫療團隊檢查過後發現其右前腳患有韌帶炎而左前腳患有肌腱炎，最終陣營判斷之下決定安排其退役。

### 詳細賽績
| 日期       | 舉辦國家 | 馬場 | 距離   | 級別 | 賽事名稱         | 負重 | 騎師     | 馬號 | 出馬 | 名次 | 時間   | 頭馬（二馬）     |
| ---------- | -------- | ---- | ------ | ---- | ---------------- | ---- | -------- | ---- | ---- | ---- | ------ | ---------------- |
| 30/10/2011 | 日本     | 東京 | 草2000 |      | 2歲新馬          | 55   | 岩田康誠 | 10   | 14   | 1    | 2:03.5 | （Shadow Party） |
| 25/12/2011 | 日本     | 中山 | 草2000 | OP   | 希望錦標         | 55   | 岩田康誠 | 2    | 16   | 7    | 2:01.7 | Admire Blue      |
| 29/1/2012  | 日本     | 東京 | 草2000 |      | 3歲500萬獎金以下 | 56   | 岩田康誠 | 2    | 14   | 1    | 2:00.9 | （史匹堡）       |
| 4/3/2012   | 日本     | 中山 | 草2000 | GII  | 彌生賞           | 56   | 岩田康誠 | 8    | 15   | 6    | 2:04.3 | 宇宙英雄         |
| 28/4/2012  | 日本     | 東京 | 草2400 | GII  | 青葉賞           | 56   | 蛯名正義 | 7    | 17   | 1    | 2:25.7 | （Etendard）     |
| 27/5/2012  | 日本     | 東京 | 草2400 | GI   | 東京優駿         | 57   | 蛯名正義 | 11   | 18   | 2    | 2:23.8 | 華麗輝煌         |
| 17/9/2012  | 日本     | 中山 | 草2200 | GII  | 聖烈特紀念       | 56   | 蛯名正義 | 12   | 17   | 1    | 2:10.8 | （Sky Dignity）  |
| 28/10/2012 | 日本     | 東京 | 草2000 | GI   | 秋季天皇賞       | 56   | 蛯名正義 | 4    | 18   | 2    | 1:57.4 | 榮進閃耀         |
| 25/11/2012 | 日本     | 東京 | 草2400 | GI   | 日本杯           | 55   | 蛯名正義 | 4    | 17   | 5    | 2:23.9 | 貴婦人           |
| 23/3/2013  | 日本     | 中山 | 草2500 | GII  | 日經賞           | 56   | 蛯名正義 | 14   | 14   | 1    | 2:32.0 | （Capote Star）  |
| 28/4/2013  | 日本     | 京都 | 草3200 | GI   | 春季天皇賞       | 58   | 蛯名正義 | 6    | 18   | 1    | 3:14.2 | （太陽神驥）     |
| 23/6/2013  | 日本     | 阪神 | 草2200 | GI   | 寶塚紀念         | 58   | 蛯名正義 | 3    | 11   | 4    | 2:13.9 | 黃金船           |
| 29/3/2014  | 日本     | 中山 | 草2500 | GII  | 日經賞           | 58   | 蛯名正義 | 8    | 15   | 5    | 2:34.9 | 凱旋芭蕾         |
| 4/5/2014   | 日本     | 京都 | 草3200 | GI   | 春季天皇賞       | 58   | 蛯名正義 | 7    | 18   | 1    | 3:15.1 | （凱旋芭蕾）     |
| 2/11/2014  | 日本     | 東京 | 草2000 | GI   | 秋季天皇賞       | 58   | 蛯名正義 | 9    | 18   | 14   | 2:00.4 | 史匹堡           |
| 30/11/2014 | 日本     | 東京 | 草2400 | GI   | 日本盃           | 57   | 岩田康誠 | 16   | 18   | 9    | 2:24.2 | 神威啟示         |
| 28/12/2014 | 日本     | 中山 | 草2500 | GI   | 有馬紀念         | 57   | 田邊裕信 | 10   | 16   | 10   | 2:35.7 | 貴婦人           |
| 28/3/2015  | 日本     | 中山 | 草2500 | GII  | 日經賞           | 58   | 戶崎圭太 | 9    | 12   | 8    | 2:30.9 | 天帝頌           |

## 退役後
退役後，超常駿驥成爲了配種馬，於北海道安平町社台Stallion Station休養，在2016年進行配種工作。首批子嗣於2017年出生。首批子嗣可於2019年出賽。
2018年12月其被轉移到北海道新日高町Lex Stud繼續進行配種工作。
2021年由配種馬退役，返回出身地北海道平取町追分牧場進行養老生活，並於2022年8月接受閹割手術後成爲了帶領幼駒的頭馬。

## 血統簡介
父系黃金旅程爲日本賽駒，生涯戰績不俗，曾勝出香港瓶，退役後配種成績亦非常優秀。祖父週日寧靜是美國三冠賽雙軍馬，退役後在日本配種，在日本馬壇相當成功，贏得多項分級賽事，其子嗣贏得巨額獎金。
母系De Laroche爲愛爾蘭賽駒，生涯戰績不佳僅勝出兩場頭馬。外祖父丹山爲美國生產的英國賽駒，生涯戰績優秀，曾勝出一級賽短途盃錦標，退役後配種成績亦極爲優秀。

### 血統表
| 父線：週日寧靜系（Halo系）                          |                            |              |                 |
| 種馬 黃金旅程 1994年（深棗色）                      | 週日寧靜 1986年（棕色）    | Halo         | Hail to Reason  |
| 種馬 黃金旅程 1994年（深棗色）                      | 週日寧靜 1986年（棕色）    | Halo         | Cosmah          |
| 種馬 黃金旅程 1994年（深棗色）                      | 週日寧靜 1986年（棕色）    | Wishing Well | Understanding   |
| 種馬 黃金旅程 1994年（深棗色）                      | 週日寧靜 1986年（棕色）    | Wishing Well | Mountain Flower |
| 種馬 黃金旅程 1994年（深棗色）                      | Golden Sash 1988年（栗色） | Dictus       | Sanctus         |
| 種馬 黃金旅程 1994年（深棗色）                      | Golden Sash 1988年（栗色） | Dictus       | Doronic         |
| 種馬 黃金旅程 1994年（深棗色）                      | Golden Sash 1988年（栗色） | Dyna Sash    | 北方風味        |
| 種馬 黃金旅程 1994年（深棗色）                      | Golden Sash 1988年（栗色） | Dyna Sash    | Royal Sash      |
| 繁殖雌馬 De Laroche 1999年（棗色）                  | 丹山 1992年（棗色）        | 單色         | 北地舞人        |
| 繁殖雌馬 De Laroche 1999年（棗色）                  | 丹山 1992年（棗色）        | 單色         | Pas de Nom      |
| 繁殖雌馬 De Laroche 1999年（棗色）                  | 丹山 1992年（棗色）        | Razyana      | His Majesty     |
| 繁殖雌馬 De Laroche 1999年（棗色）                  | 丹山 1992年（棗色）        | Razyana      | Spring Adieu    |
| 繁殖雌馬 De Laroche 1999年（棗色）                  | Sea Port                   | Averof       | Sing Sing       |
| 繁殖雌馬 De Laroche 1999年（棗色）                  | Sea Port                   | Averof       | Argentina       |
| 繁殖雌馬 De Laroche 1999年（棗色）                  | Sea Port                   | Anchor       | Major Portion   |
| 繁殖雌馬 De Laroche 1999年（棗色）                  | Sea Port                   | Anchor       | Ripeck          |
| 雌系：號族：11-d                                    |                            |              |                 |
| 五代內近親交配：北地舞人 5×4、里博 5×5、Natalma 5×5 |                            |              |                 |

## 命名由來
名字Fenomeno（フェノーメノ）於葡萄牙語中，帶有「超常」、「怪異」等意思，香港採用意譯加以延伸，以「超常駿驥」作為翻譯。

## 外部連結
- 超常駿驥 netkeiba.com （页面存档备份，存于）
- 血統表 （页面存档备份，存于）